# All Is Violent, All Is Bright
| Recensione | Giudizio |
| ---------- | -------- |
| AllMusic   |          |

All Is violent, All Is Bright è il secondo album del gruppo Post-rock irlandese God Is an Astronaut, pubblicato nel 2005 dalla Revive Records.

## Tracce
1. Fragile – 4:34
2. All Is Violent, All Is Bright – 4:14
3. Forever Lost – 6:22
4. Fireflies and Empty Skies – 3:55
5. A Deafening Distance – 3:49
6. Infinite Horizons – 2:28
7. Suicide by Star – 4:38
8. Remembrance Day – 4:16 – nuova versione di Remembrance dall'album The End of the Beginning
9. Dust and Echoes – 4:13
10. When Everything Dies/Halo of Flies – 10:00
11. Disturbance – 3:43 – solo versione digitale